# Jennison Heaton
Jennison Heaton (n. 16 aprilie 1904, New Haven, Connecticut, SUA – d. 6 august 1971, Burlingame⁠(d), California, SUA) a fost un sportiv ce a reprezentat Statele Unite ale Americii, medaliat olimpic. A participat la o ediție a Jocurilor Olimpice (1928) în care a câștigat o medalie de aur și o medalie de argint în probele de bob și scheleton.